# Vlaštovčí kameny
Vlaštovčí kameny je nápadný skalní útvar v pohoří Králický Sněžník. Nachází se jen několik desítek metrů od hranic s Polskem, přímo ve svahu hory Králický Sněžník, a to na vybíhajícím západním hřbetu asi 500 m od vrcholu hory, asi 15 km severně od města Králíky v okrese Ústí nad Orlicí. Leží mimo značené turistické cesty v NPR Králický Sněžník.
Jedná se o skalní sruby, na jejichž vzhledu se výrazně projevilo mrazové zvětrávání v glaciálu. V okolí Vlaštovčích kamenů se nacházejí celkem rozsáhlá kamenná moře. Z geologického hlediska jsou tvořeny z ruly, svoru a místy najdeme i křemence.

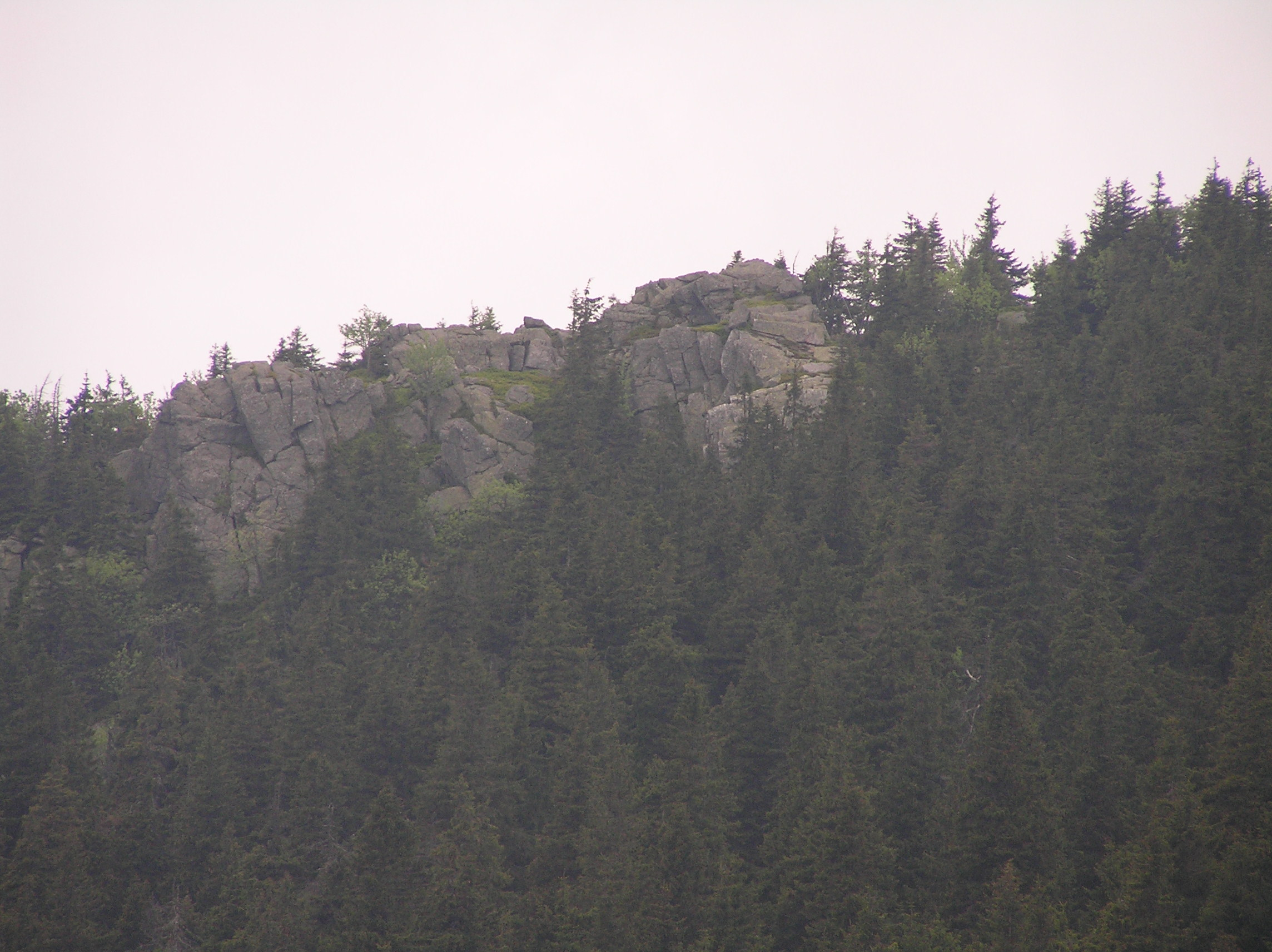
celkový pohled na Vlaštovčí kameny
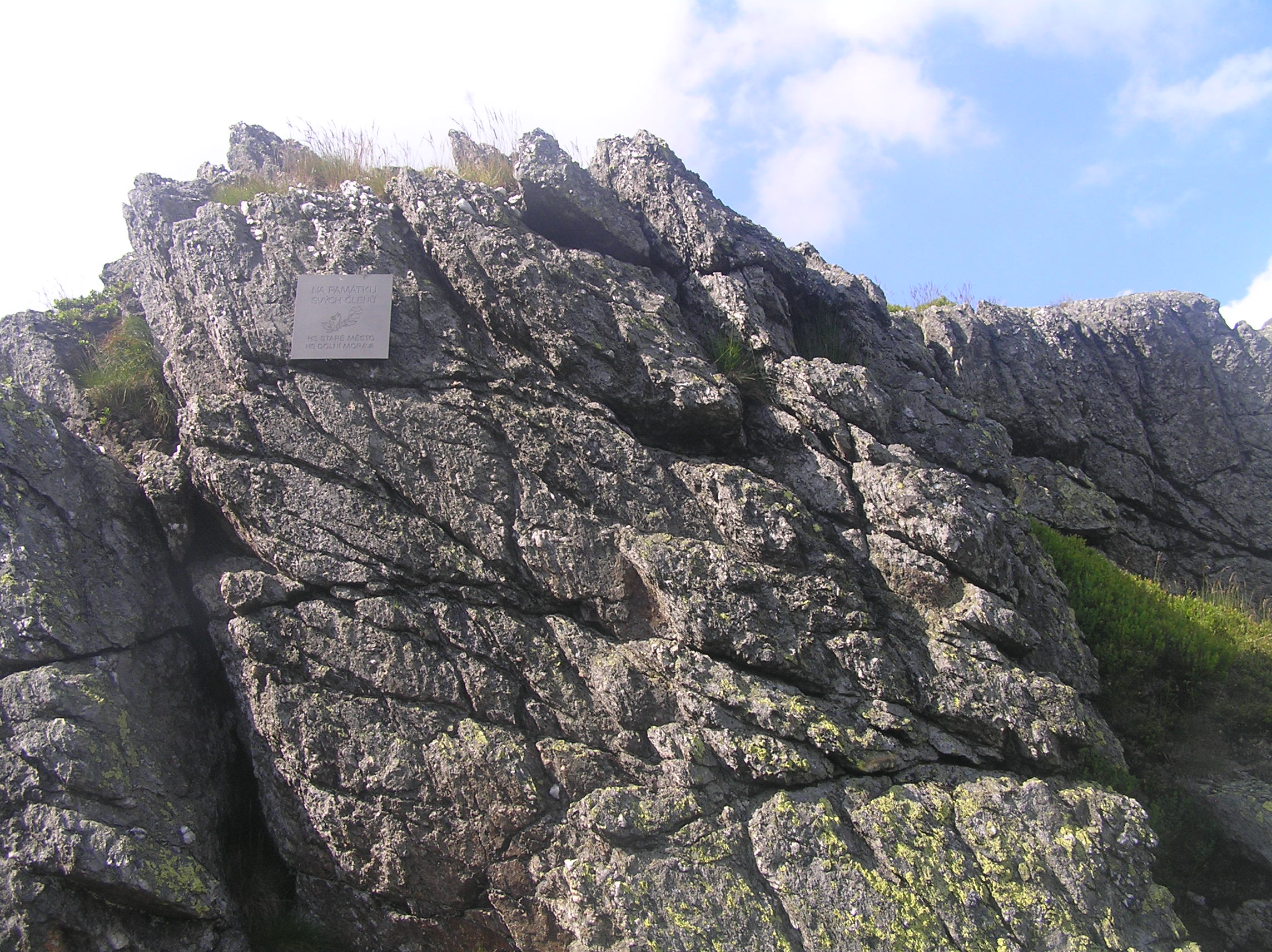
Vlaštovčí kameny z blízka
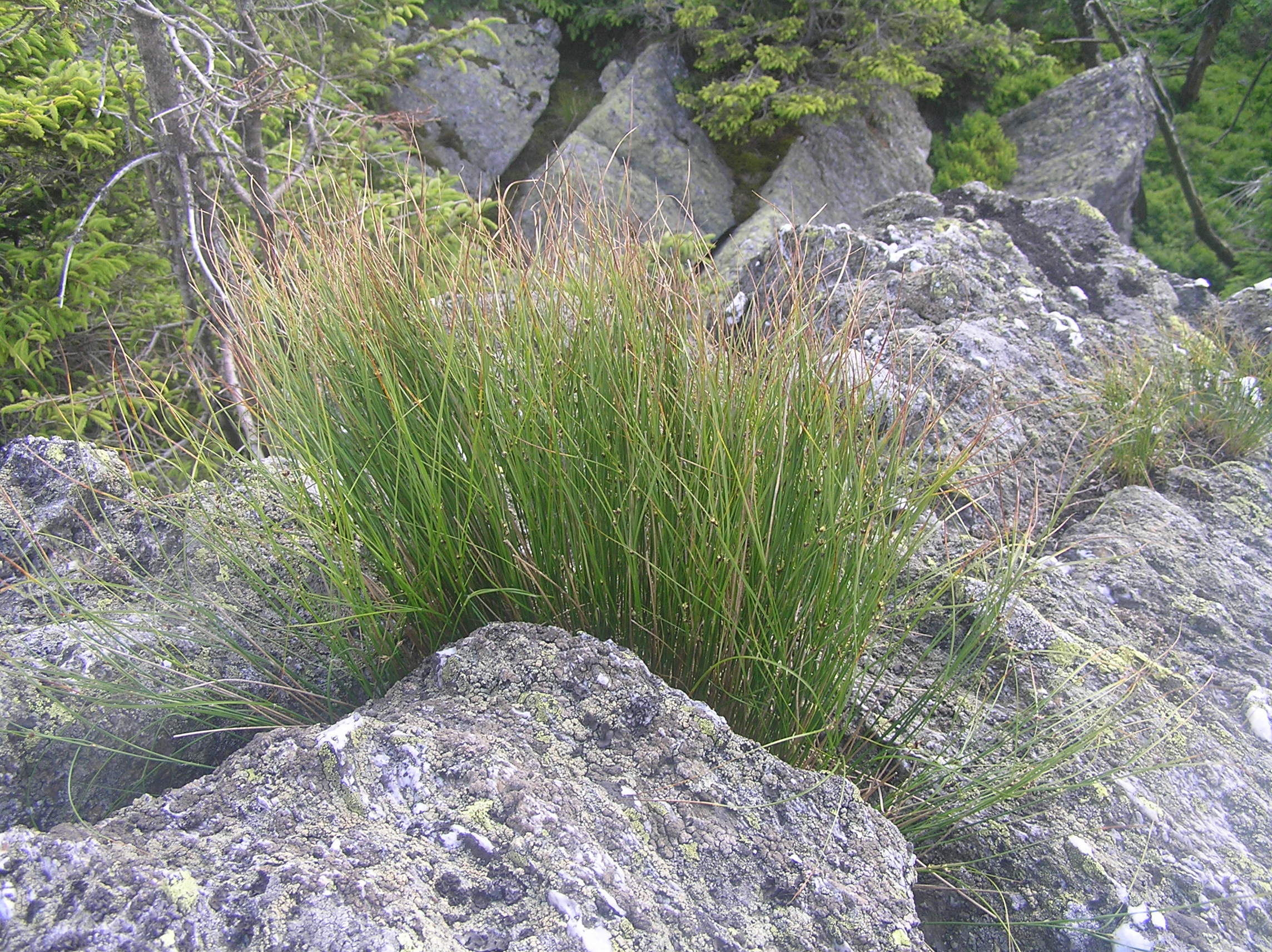
sítina trojklaná (Juncus trifidus) na Vlaštovčích kamenech

## Vegetace
Na Vlaštovčích kamenech najdeme jen řídkou vegetaci, nejzajímavějším druhem je asi sítina trojklaná (Juncus trifidus). Tato rostlina je typická pro extrémní stanoviště alpínského stupně a v pohoří Králický Sněžník ji můžeme potkat v současnosti jenom zde. Jedná se o primární bezlesí, neboť mohutné skalní bloky nedokázela v těchto výškách už poměrně zakrslá horská smrčina nikdy zcela zastínit.